# VEB Klingenthaler Harmonikawerke
Der VEB Klingenthaler Harmonikawerke (KHW) war ein Unternehmen mit Sitz in Klingenthal im vogtländischen Musikwinkel, welcher der Hauptproduktionsstandort von Akkordeons, Mundharmonikas und elektronischen Musikinstrumenten in der DDR war und auf eine lange Geschichte des Akkordeonbaus zurückblickt. Die Marke Vermona, unter der die Instrumente bekannt wurden, existiert seit dem Jahr 2000 wieder.

## Geschichte

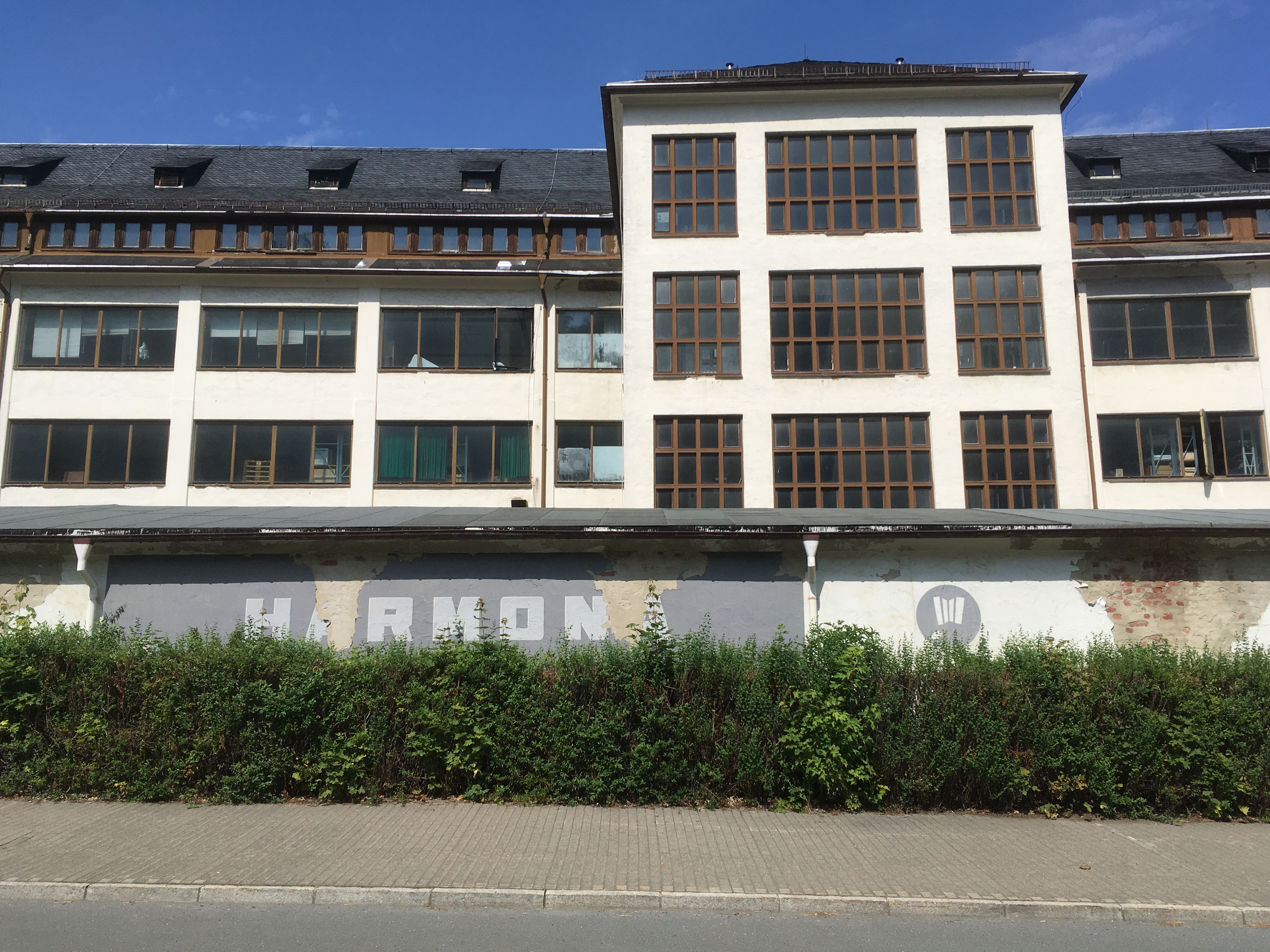
Ehemalige Produktionsstätte in Klingenthal

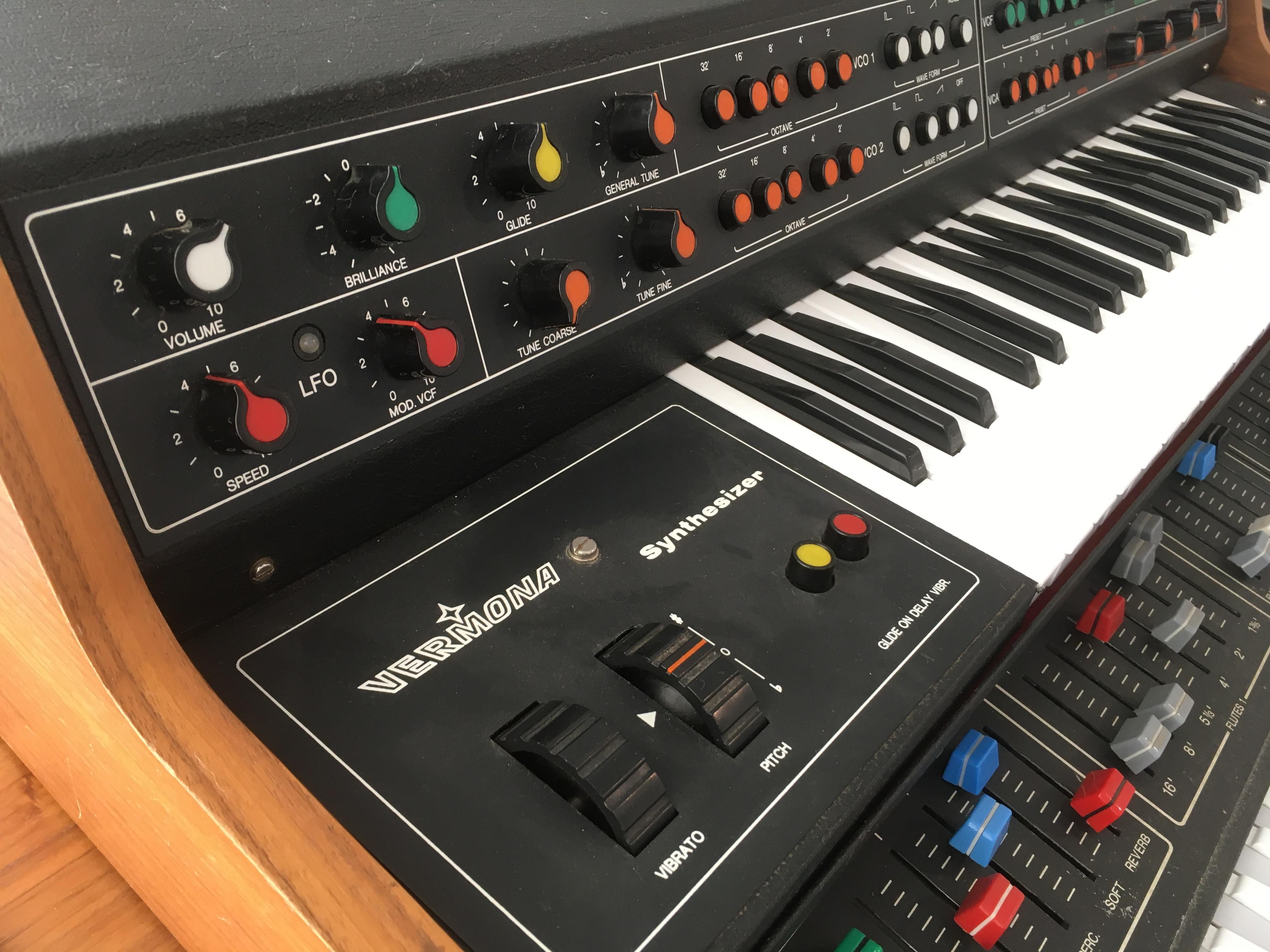
Vermona-Synthesizer (1983) im Harmonikamuseum Zwota

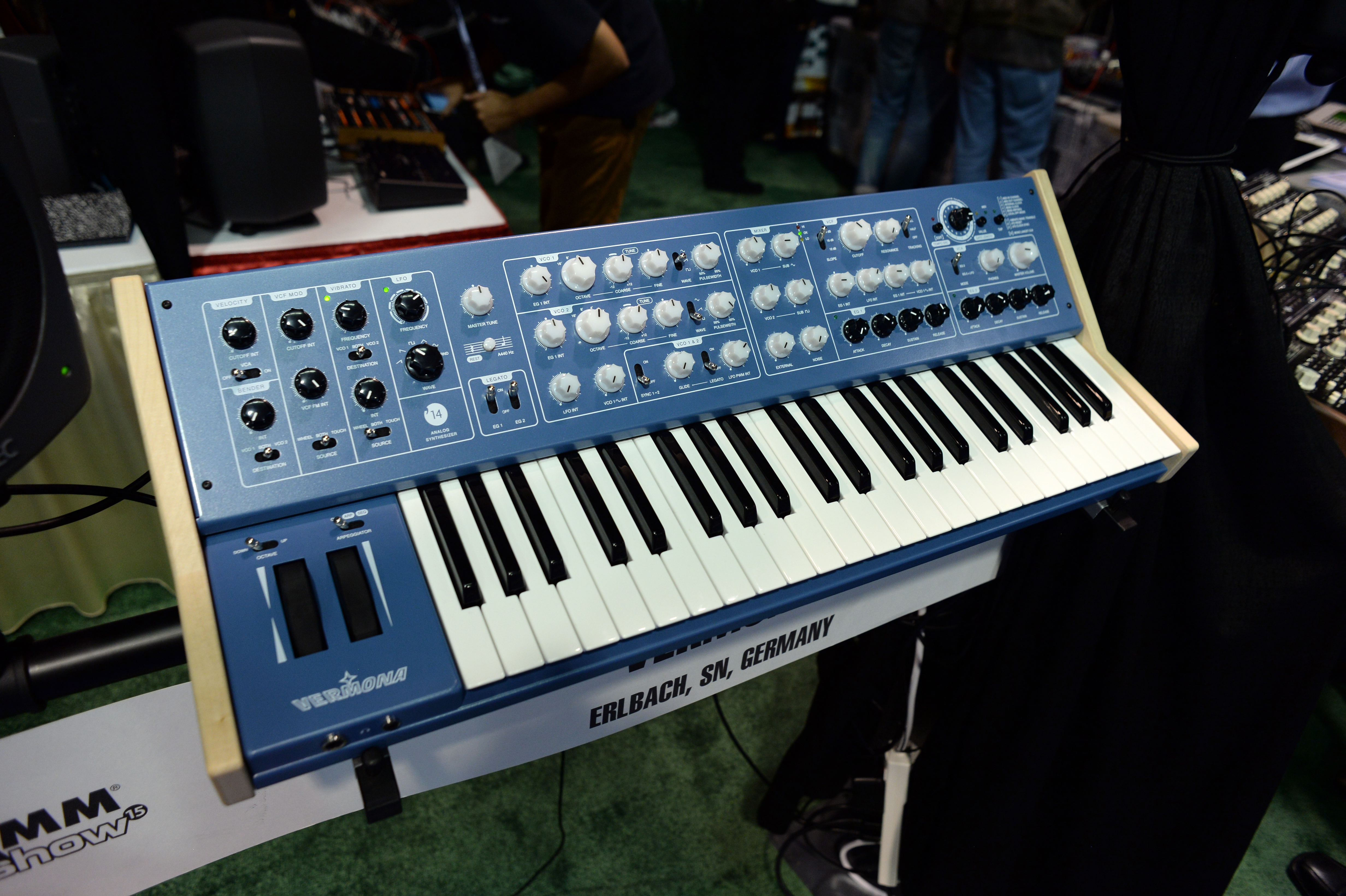
Vermona 14 – Analoger Synthesizer

Der Volkseigene Betrieb VEB Klingenthaler Harmonikawerke wurde am 1. Januar 1949 durch die Zusammenfassung mehrerer privater Unternehmen gegründet (zum Beispiel F. A. Rauner und Alfred Arnold in Carlsfeld). Das Werk wurde in Konrad Wolfs Film Einmal ist keinmal 1955 dargestellt, einem der wenigen DDR-Heimatfilme. Schon im Jahr 1961 wurden dort 125.578 Akkordeons hergestellt, die in mehr als 40 Länder exportiert wurden. Im Jahre 1964 erfolgte die Eingliederung des VEB Vermona in die Klingenthaler Harmonikawerke. 1972 wurden weitere 17 Betriebe mit staatlicher Beteiligung in volkseigene umgewandelt und dem VEB Klingenthaler Harmonikawerke angegliedert (zum Beispiel die Firma F. A. Böhm). Die Fertigung und Entwicklung der elektronischen Klangerzeuger und Effektgeräte erfolgte im Werk Schöneck, in dem das Vermona-Logo erstmals 1972 auf der Orgel ET-6 auftauchte. 1985 arbeiten mehr als 3000 Beschäftigte in den unterschiedlichen Betriebsteilen. Im Jahre 1990 wurden der VEB Klingenthaler Harmonikawerke und das übergeordnete Kombinat Musikinstrumente aufgelöst und aus den Klingenthaler Harmonikawerken wurden wieder zahlreiche selbständige Unternehmen. Die Marke Vermona wurde im Jahre 2000 von der Firma HDB electronic GmbH in Erlbach wieder ins Leben gerufen. Diese lieferte im Jahre 2015 wieder einen Analogsynthesizer aus.

## Marken und Produkte (Auswahl)
- Goldon (Kinderklaviere)
- Weltmeister (Akkordeons, elektronische Orgeln und E-Pianos)
- Regent (Verstärker und Lautsprecherboxen)
- Vermona (elektronische Orgeln, Pianos und Synthesizer[4])
- Bandmaster (Triolas, Mundharmonikas)

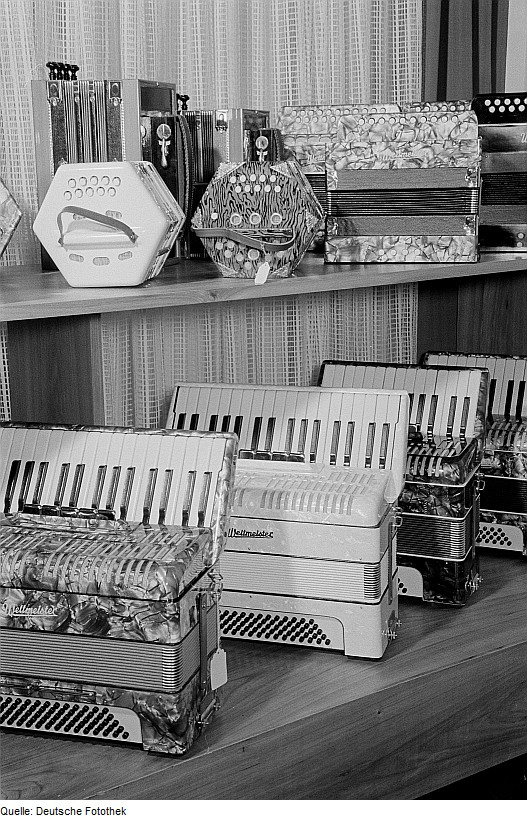
Akkordeons der Marke Weltmeister …
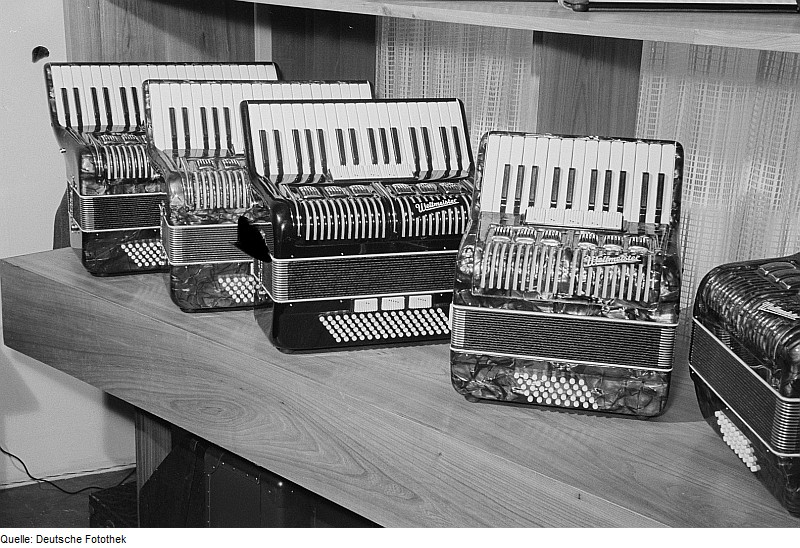
… und weitere Handzuginstrumente …
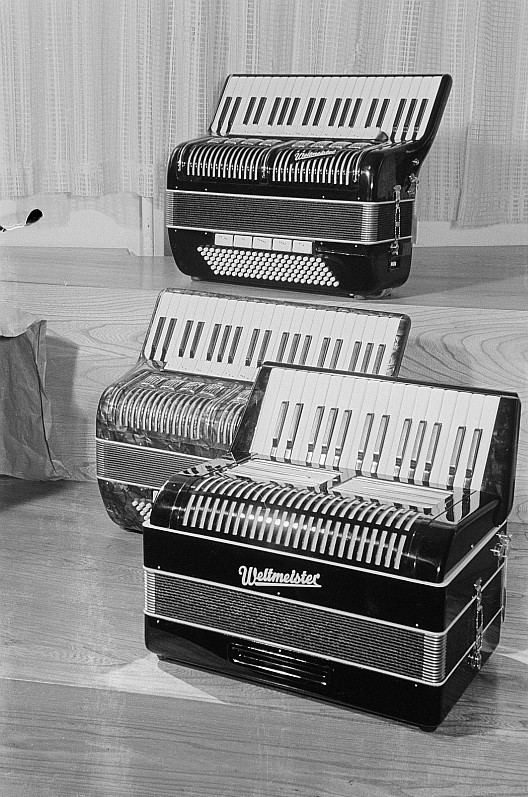
… auf der Leipziger Messe 1954

## Rezeption in der Populärkultur
Die Magdeburger Band Reggae Play widmete der Synthesizermarke Vermona einen Songtext, der auf das Beschaffungsproblem von Musikinstrumenten in der DDR anspielt:
Vermona, Vermona, Vermona,

du bist ja die Schönste der Welt.

Vermona, Vermona, Vermona,

schon lang habe ich dich bestellt.

## Künstler
- Barbara Morgenstern spielt auf der Vermona ET 6-1 (CD, Oktober 1998).